# Les Rois mages
Pour les mages de l'Évangile selon Matthieu, voir Rois mages. Pour la chanson de Sheila, voir Les Rois mages (chanson)
Pour plus de détails, voir Fiche technique et Distribution.
Les Rois mages est un film de Noël comique français réalisé par Bernard Campan et Didier Bourdon, sorti en 2001.
Il met en vedette le trio comique Les Inconnus.

## Synopsis
Gaspard, Melchior et Balthazar sont tombés dans une faille temporelle : en voulant rejoindre l'étable de Jésus, ils se retrouvent en 2001 à Paris, notamment chez des producteurs de télévision très enclins à profiter de l'occasion médiatique.
Balthazar rencontre une jeune comédienne, Macha Linsky, tandis que Melchior rencontre Jo, un jeune maghrébin de banlieue. Les trois rois vont finalement se retrouver et entraîner Macha et Jo, involontairement, dans leurs aventures.

## Fiche technique
Sauf indication contraire, les informations mentionnées dans cette section peuvent être confirmées par la base de données cinématographiques IMDb,  présente dans la section « Liens externes ».
- Titre original : Les Rois mages
- Réalisation : Bernard Campan et Didier Bourdon
- Scénario et dialogues : Bernard Campan, Didier Bourdon, avec la collaboration d'Olivier Rabourdin
- Musique : Laurent Bertaud, Jean-Charles Laurent et Jean-Christophe Prudhomme
- Directeur artistique : Franck Schwarz
- Décors : Pierre Quefféléan
- Costumes : Gisèle Ravard
- Photographie : Bernard Déchet
- Son : Bernard Bats, Joël Rangon, Christophe Vingtrinier
- Montage : Jeanne Kef
- Production : Claude Berri
  - Production déléguée : Sarim Fassi-Fihri et Pierre Grunstein
- Sociétés de production[2] : Renn Productions, Productions Paul Lederman, TF1 Films Production, D.B. Production et ABS, avec la participation de Canal+
- Sociétés de distribution : Pathé Distribution
- Budget : 11 820 000 €[3]
- Pays de production :  France
- Langue originale : français
- Format[4] : couleur
- Genre : comédie, fantastique
- Durée : 97 minutes
- Dates de sortie[5] :
  - France, Belgique, Suisse romande : 12 décembre 2001[6],[7]
- Classification[8] :
  - France : tous publics[9]
  - Belgique : tous publics (Alle Leeftijden)[6]

## Distribution
- Didier Bourdon : Balthazar
- Pascal Légitimus : Gaspard
- Bernard Campan : Melchior
- Virginie de Clausade : Macha Linsky, comédienne
- Walid Afkir : Jo, le jeune maghrébin de banlieue
- Nathalie Roussel : la mère de Macha et présentatrice du JT
- Claude Brosset : Hoeder, le patron de la One
- Christophe Hémon : Guillaume, junkie, ami de Jo et de Macha
- Didier Flamand : l'ami de la mère de Macha
- Jacques Décombe : le psychiatre
- Emmanuel Chain : le présentateur TV
- Bruno Chapelle : l'employé de la SNCF Alain SeuneuCneuf
- Xavier Pastel : le maître d'hôtel
- Jean Dell : le réceptionniste de l'hôtel
- Marina Blanchard : l'infirmière de l'asile
- Alain Feydeau : le Théologien
- Estelle Vincent : Lola
- Colette Maire : la concierge de Macha
- Thupten Phuntsok : le moine tibétain
- Vincent Schmitt : le "copain", membre d'un groupe encadré de handicapés mentaux
- Marie-Pierre Guérin : la responsable du groupe
- Marina Tomé : la première douanière française
- Corinne Debeaux : l'hôtesse de l'air
- René Remblier : le chauffeur de bus
- Jean-François Pastout : l'homme de la sanisette
- Nabil Massad : l'émir saoudien
- Pascal Aubert : le responsable aéroport
- David Saracino et Jean-Luc Mimo : les flics sur le quai
- Kamel Cherif : le bateleur
- Philippe Wintouski : le comparse du bateleur
- Serge Djen : le pigeon du bonneteau
- Fily Keita : la vendeuse du Mac Do qui répète "Sur place ou à emporter"
- Farouk Benalleg : le responsable du Mac Do
- Hestia Bourgouin et Caroline Laspaz : rabatteuses 1 et 2
- Ariane Séguillon : la rabatteuse 3
- Astrid Tigneron : la barmaid du sexbar
- Fadila Belkebla et Géraldine Bonnet-Guérin : les filles Sexbar
- Ahmad El Atrache et Frank Percher : les videurs au Sexbar
- Georges Neri : le patron du sexbar
- Francine Laval : la pervenche
- Alexandre Styker : le jeune homme efféminé
- Julien Anselme : le petit ami du jeune homme efféminé
- Abel Jafri : Aziz, le dealer ami de Jo
- Mourad Afsan et Bassel Ben Aïda : les complices d'Aziz
- Martyne Visciano : la conductrice
- Didier Raymond : le scientologue
- Jacky Nercessian : le moine bouddhiste
- Patrick Bordier : le père noël sur le marché
- Rémy Roubakha : le gros Jésus
- Bass Dhem : le marabout africain
- Philippe Mareuil : le bijoutier
- Jacques Chaux et Jean-Philippe Caumartin : les vigiles de la bijouterie
- Marc Faure : le curé
- Christophe Guybet : le branché
- Eriq Ebouaney : Babar, le videur
- Dorothée Pousséo : Vanessa
- Daphnée Jung Hi : la copine de Vanessa
- Man-Yan James Hor : le serveur boîte
- Amandine Pudlo et Line Lecland : les copines de Guillaume
- Jean-Pierre Tagliaferri et Marco Hautreux : les flics de la boîte
- Arnaud Delamotte : le flic de garde
- Daniel Saint-Jean : le médecin clinique
- Jacques Fontanel : l'historien
- Denis Rougeoreille : le clochard
- Isabelle Mortier : La clocharde
- Isabelle Coulombe : la femme hystérique
- Katie Haigh : le traducteur anglais
- Béatrice Tessier-Vita : le traducteur italien
- Jean Holaphong : Le traducteur japonais
- Wolfgang Pissors : le traducteur allemand
- Ahmed Guedayia : le jeune conducteur
- Edith Lachaux : la statue vivante
- Jérôme Chappatte : l'interne urgences
- Dany Gruau : l'infirmière urgences
- Daniel Isoppo, Marguerite Plan et Julien Campan : les malades des urgences (figuration)
- Valda Campos : la femme de ménage brésilienne
- Claude Berri : Un passant

## Lieux de tournage
- Paris (liste non exhaustive)
  - Hôtel Ritz (Paris)
  - Aéroport Roissy Charles de Gaulle
  - Gare de Paris-Nord
  - Place Vendôme
  - Place de la Concorde
  - CNSAD
  - Tour Eiffel
  - Place de l'Europe
  - Métro de Paris (le panneau figure la station Bonne-Nouvelle avec deux quais face à face alors que la station n'est pas disposée ainsi ; Charles-de-Gaulle - Étoile)
  - Halles de Paris
  - Place Charles-de-Gaulle
- Ramatuelle (hôtel Les Bergerettes)
- Quelques scènes ont été tournées au Maroc , notamment dans le désert[10]

## Accueil

### Box-office
- Box-office France (2001) : 2 302 828 entrées (14 millions d'euros)[11],[12]

## Éditions en vidéo
- Sorti en :
  - DVD le 24 septembre 2002 chez Universal Pictures France
  - Blu-Ray le 1er octobre 2014 chez Pathé